# أمير بتلر
أمير بتلر مدون وناشط حقوقي بأستراليا يشغل منصب المدير التنفيذي للَّجنة الأسترالية للشؤون العامة للمسلمين، وهي جمعية للدفاع عن الحقوق المدنية لمسلمي أستراليا.
سخر قلمه للكتابة عن قضايا المسلمين في الصحافة المحلية والدولية، ترجمت بعض أعماله ومقاللاتة الصحفية وبحوثه المتخصصة في القضايا الإسلامية إلى عشر لغات تقريباً.
كانت له خرجات في الإعلام الأسترالي خصوصا بعد احداث الحادي عشر من سبتمبر الإرهابية للدفاع عن المسلمين والهجمات الإعلامية والصورة التي يريد المتعصبون إلصاقه بالإسلام في استغلال القضايا والأزمات التي يعاني منها العالم العربي على وجه الخصوص.
الأستاذ أمير بتلر من مواليد إنجلترا، هاجر إلى أستراليا مع والديه منذ حوالي 18 عاماً. يعمل حالياً في حقل نظم المعلومات، وهو حاصل على الماجستير في الحاسب الآلي، ويقوم حالياً بتحضير درجة الدكتوراه في الذكاء الاصطناعي.